# Tiếng Yonaguni
Tiếng Yonaguni (与那国物言/ドゥナンムヌイ Dunan Munui) là một ngôn ngữ Lưu Cầu Nam với chừng 400 người nói trên đảo Yonaguni, thuộc quần đảo Lưu Cầu, nằm ngay phía đông Đài Loan. Nó có quan hệ gần gũi nhất với tiếng Yaeyama. Do chính sách ngôn ngữ của Nhật Bản, ngôn ngữ này không được chính quyền công nhận là ngôn ngữ, thay vào đó được gọi là phương ngôn Yonaguni (与那国方言 Yonaguni hōgen). Theo phân loại của UNESCO, tiếng Yonaguni là ngôn ngữ dễ biến mất nhất toàn Nhật Bản.

## Âm vị học

### Nguyên âm
Dưới là bảng nguyên âm trong tiếng Yonaguni. Tha nguyên âm nằm trong ngoặc đơn.
|          | Trước | Giữa | Sau  |
| -------- | ----- | ---- | ---- |
| Đóng     | i     |      | u    |
| Gần đóng | (ɪ)   |      | (ʊ)  |
| Nửa đóng |       |      | o[a] |
| Mở       |       | a    | (ɑ)  |

^a  có thể nhìn nhận [o] là một âm vị riêng, không chỉ là tha âm của /u/. Phân bố của nó rất hạn chế. Trừ vài thán từ, hình vị duy nhất mà [o] góp mặt là tiểu từ nằm cuối mệnh đề do.

### Phụ âm
Bảng dưới liệt kê phụ âm tiếng Yonaguni. Tha phụ âm nằm trong ngoặc đơn.
|          | Môi | Môi | Môi | Môi | Môi | Môi | Môi- ngạc mềm | Môi- ngạc mềm | Môi- ngạc mềm | Môi- ngạc mềm | Môi- ngạc mềm | Môi- ngạc mềm | Chân răng | Chân răng | Chân răng | Chân răng | Chân răng | Chân răng | Chân răng- vòm | Chân răng- vòm | Chân răng- vòm | Chân răng- vòm | Chân răng- vòm | Chân răng- vòm | Vòm | Vòm | Vòm | Vòm | Vòm | Vòm | Ngạc mềm | Ngạc mềm | Ngạc mềm | Ngạc mềm | Ngạc mềm | Ngạc mềm | Thanh hầu | Thanh hầu | Thanh hầu | Thanh hầu | Thanh hầu | Thanh hầu |
| LEN      | LEN | FOR | FOR | VOX | VOX | LEN | LEN           | Môi- ngạc mềm | Môi- ngạc mềm | Môi- ngạc mềm | Môi- ngạc mềm | Môi- ngạc mềm | FOR       | FOR       | VOX       | VOX       | LEN       | LEN       | Chân răng- vòm | Chân răng- vòm | Chân răng- vòm | Chân răng- vòm | Chân răng- vòm | Chân răng- vòm | Vòm | Vòm | Vòm | Vòm | Vòm | Vòm | FOR      | FOR      | VOX      | VOX      |          |          | Thanh hầu | Thanh hầu | Thanh hầu | Thanh hầu | Thanh hầu | Thanh hầu |
| -------- | --- | --- | --- | --- | --- | --- | ------------- | ------------- | ------------- | ------------- | ------------- | ------------- | --------- | --------- | --------- | --------- | --------- | --------- | -------------- | -------------- | -------------- | -------------- | -------------- | -------------- | --- | --- | --- | --- | --- | --- | -------- | -------- | -------- | -------- | -------- | -------- | --------- | --------- | --------- | --------- | --------- | --------- |
| Tắc      |     |     | p   | p   | b   | b   |               |               |               |               |               |               | tʰ        | tʰ        | t         | t         | d         | d         |                |                |                |                |                |                |     |     |     |     |     |     | kʰ       | kʰ       | k        | k        | g        | g        |           |           |           |           |           |           |
| Xát      |     |     | (ɸ) | (ɸ) |     |     |               |               |               |               |               |               |           |           | s         | s         |           |           | (ɕ)            | (ɕ)            | (ɕ)            |                |                |                | (ç) | (ç) | (ç) |     |     |     |          |          |          |          |          |          | h         | h         | h         |           |           |           |
| Tắc xát  |     |     |     |     |     |     |               |               |               |               |               |               |           |           | t͡s        | t͡s        |           |           | (t͡ɕ)           | (t͡ɕ)           | (t͡ɕ)           |                |                |                |     |     |     |     |     |     |          |          |          |          |          |          |           |           |           |           |           |           |
| Mũi      |     |     |     |     | m   | m   |               |               |               |               |               |               |           |           |           |           | n         | n         |                |                |                |                |                |                |     |     |     |     |     |     |          |          |          |          | ŋ        | ŋ        |           |           |           |           |           |           |
| Vỗ       |     |     |     |     |     |     |               |               |               |               |               |               |           |           |           |           | ɾ         | ɾ         |                |                |                |                |                |                |     |     |     |     |     |     |          |          |          |          |          |          |           |           |           |           |           |           |
| Tiếp cận |     |     |     |     |     |     | (ʍ)           | (ʍ)           | (ʍ)           | w             | w             | w             |           |           |           |           |           |           |                |                |                |                |                |                |     |     |     | j   | j   | j   |          |          |          |          |          |          |           |           |           |           |           |           |

### Đối ứng âm vị
Là một ngôn ngữ Nam Lưu Cầu, tiếng Yonaguni (cùng tiếng Miyako và tiếng Yaeyama), có /b/ ứng với /w/ trong tiếng Nhật chuẩn, như /bada/ ('lòng, ruột') tiếng Yonaguni ứng với /wata/ ('lòng, ruột'). /d/ tiếng Yonaguni ứng với /j/ (y trong rōmaji) tiếng Nhật chuẩn. Ví dụ, /dama/ ('núi') tiếng Yonaguni ứng với /jama/ ('núi') tiếng Nhật. /d/ có lẽ là một đặc điểm phát sinh, bắt nguồn từ */j/, bằng chứng là âm */j/ trong từ Hán khi mượn vào tiếng Yonaguni cũng thành /d/.
Tiếng Yonaguni, giống trong nhiều ngôn ngữ Nhật Bản khác, có hữu thanh hóa âm tắc giữa nguyên âm. Còn có cả xu hướng  /ɡ/ được đọc thành /ŋ/, nhất là ở vị trí giữa nguyên âm, như trong tiếng Nhật chuẩn.

### Cấu trúc âm tiết
Hệ thống âm tiết như sau:
(C (G)) V1 (V2) (N)
- C = phụ âm
- G = âm lướt [w] hay [j]
- V = nguyên âm
- N = âm mũi mora